# Гонсалес Ганоса, Хосе
Хосе́ Мануэ́ль Гонса́лес Гано́са (исп. Jose Manuel Gonzalez Ganoza; 10 июля 1954, Лима, Перу — 8 декабря, 1987, 6 миль севернее Лимы) — перуанский футболист, вратарь. Победитель Кубка Америки 1975 года, на котором являлся резервным вратарём сборной Перу, участник Чемпионата мира 1982 года, на котором также являлся резервным вратарём и участник Кубка Америки 1987 года, на котором являлся основным вратарём сборной. Дядя другого знаменитого перуанского футболиста — Хосе Паоло Герреро.

## Карьера

### В сборной
Хосе Гонсалес Ганоса дебютировал в составе сборной Перу 10 июля 1975 года в товарищеском матче со сборной Парагвая, завершившимся победой перуанцев со счётом 2:0. В том же году Гонсалес Ганоса был в заявке своей сборной на победном Кубке Америки, однако весь турнир ему пришлось просидеть на скамейке запасных. В 1982 году Гонсалес Ганоса попал в заявку сборной на чемпионат мира, однако, как и 7 лет назад весь турнир просидел на скамейке запасных. В 1987 году Гонсалес Ганоса принял участие в Кубке Америки, и в этот раз он был основным вратарём своей сборной. Причём матч со сборной Эквадора 4 июля стал для него последним выступлением за сборную. Всего же за сборную Хосе Гонсалес Ганоса сыграл 27 официальных матчей, в которых пропустил 32 гола. Так же в 1974 году Хосе Гонсалес Ганоса принимал участие в чемпионате Южной Америки среди молодёжных команд.

## Достижения

### Командные
Сборная Перу
- Победитель Кубка Америки: 1975

 «Альянса Лима»
- Чемпион Перу (3): 1975, 1977, 1978
- Серебряный призёр чемпионата Перу (3): 1982, 1986, 1987
- Бронзовый призёр чемпионата Перу (2): 1981, 1984

## Смерть
Хосе Гонсалес Ганоса погиб 8 декабря 1987 года в авиакатастрофе, вместе со всей командой «Альянса Лима».